# Dissay
Dissay är en kommun i departementet Vienne i regionen Nouvelle-Aquitaine i västra Frankrike. Kommunen ligger i kantonen Saint-Georges-lès-Baillargeaux som tillhör arrondissementet Poitiers. År 2022 hade Dissay 3 143 invånare.

## Befolkningsutveckling
Antalet invånare i kommunen Dissay
| Referens: INSEE |